# Ann Savage (actriță)
Ann Savage (n. 19 februarie 1921, Columbia, Carolina de Sud - d. 25 decembrie 2008, Hollywood, California) a fost o actriță americană.
Ea este cel mai bine amintită ca femeia fatală cu țigară din aclamatul film noir Detour (1945). Ea a mai jucat în mai mult de douăzeci de filme B în perioada 1943 - 1946.

## Filmografie parțială
- After Midnight with Boston Blackie (1943)
- The More the Merrier (1943) nemenționată
- Passport to Suez (1943)
- Dangerous Blondes (1943)
- Apology for Murder (1945)
- Scared Stiff (1945)
- Midnight Manhunt (1945)
- Detour (1945)
- Fire with Fire (1986)
- My Winnipeg (2007)